# عقاب الحكيم

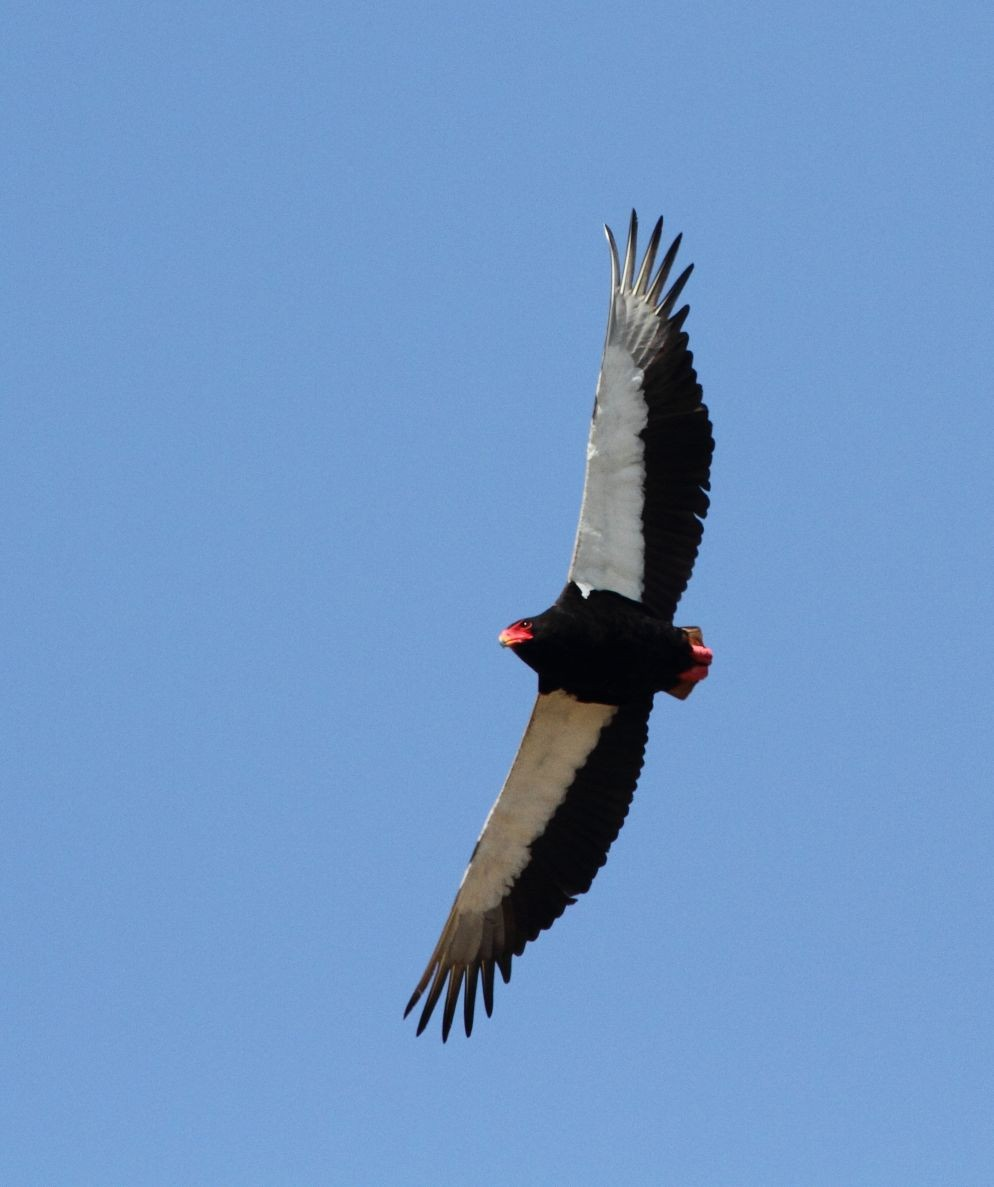
أثناء الطيران

صقر الحكيم أو عقاب الحكيم أو العقاب المصفقة أو العقاب المصفق أو عقاب زيمبابوي أو الحَنْكُرَان (الاسم العلمي: Terathopius ecaudatus) (بالإنجليزية: Bateleur)، هي عقاب متوسط الحجم تنتمي إلى الفصيلة البازية. تتميز باستطالة سفطية وقصرعنقها وذنبها. ثوبها متراكب الألوان. رأسها وعنقها وصدرها وبطنها مائلة إلى السواد. ظهرها إلى الصهبة الحنطية العابقة، ظاهر سقطها ينحرف من الصهبة الشقراء إلى الرصاصية، باطنه إلى الأبيض الفضي. منسره أصفر اللون أحمر الانتشاب أزرق البهرة. موطنه البلاد الإفريقية، يعيش أزواجًا ذكرًا وأنثى. يألف الجبال والفيافي. قوته الثعابين على اختلاف أحجامها وأجناسها. يقتنص الظباء الصغيرة والرئال والحملان. يُدثّن عشه في الأشجار. أنثاها تبيض من 2 إلى 4 رفنات تحضنها وحدها نحو أربعة أسابيع.

## الموطن
تعيش العقاب المصفقة وبشكل واسع في إفريقيا جنوب الصحراء، لكنه تتفادى دائماً الغابات الاستوائية الكثيفة، وتفضل العيش في الأماكن المفتوحة مثل السافانا.

## الوصف

### الحجم
يتراوح طولها ما بين 55 إلى 70 سم، وطول جناحيها يبلغ حوالي 180 سم، ووزنها تتراوح بين 2 إلى 2.6 كغ، و لديها ذيل قصير جدًّا على عكس بقية العقبان.

### المظهر

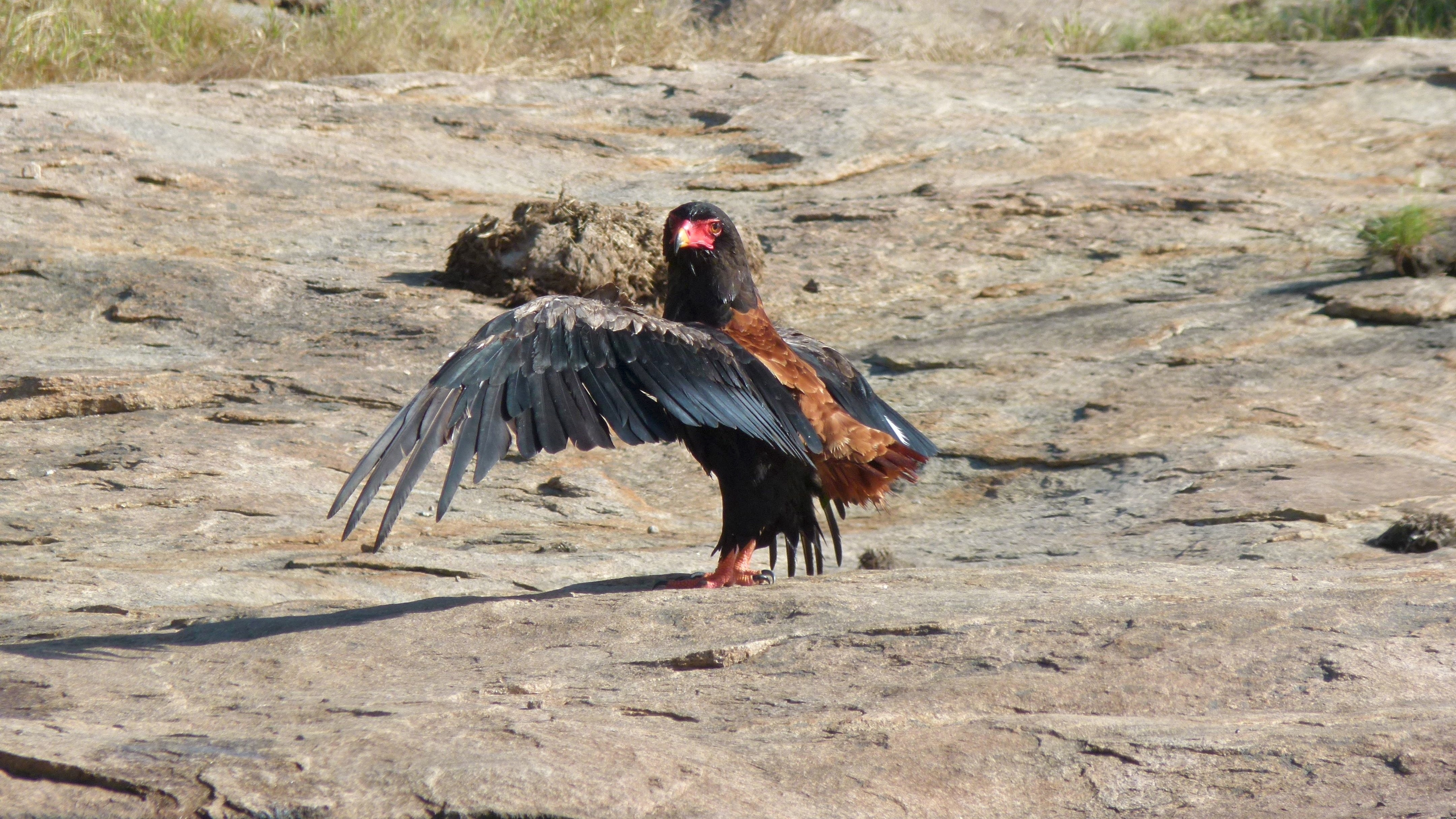
في هذه الصورة يمكن ملاحظة اللون الكستنائي في الظهر و الذيل

عقاب الحكيم البالغ لديه وجه وأقدام حمراء و طرف منقار أصفر، وريش أسود في جسمه و ظهره وذيله بلون كستنائي، والأجنحة الفضية من الأعلى، وبيضاء اللامعة من الأسفل ،
الطيور اليافعة لديها ريش بني في كل جسمها و وجه رمادي و تستغرق مدة 7 سنوات ليحصل على ريش البالغين.

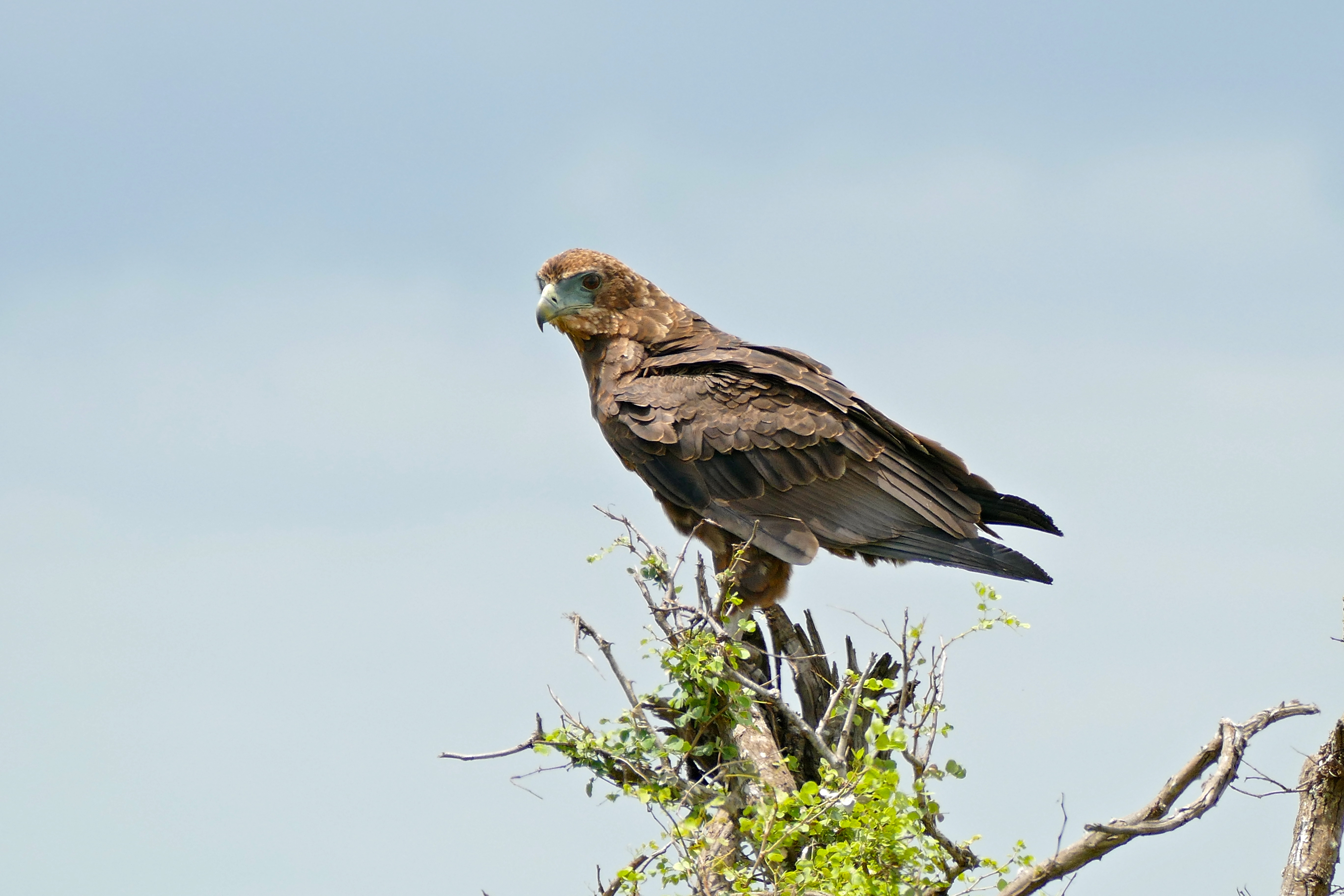
عقاب حكيم يافع

## الغذاء
يتغذى هذا الطائر بشكل أساسي على الثدييات الصغيرة مثل الأرانب، كما يتغذى أيضاً على الزواحف مثل الثعابين والضب والسلاحف. وتتغذى كذلك على بيوض الطيور وعلى الجراد والجيف، و أحيانا تزعج النسور وتجبرهم على تقيؤ الطعام.

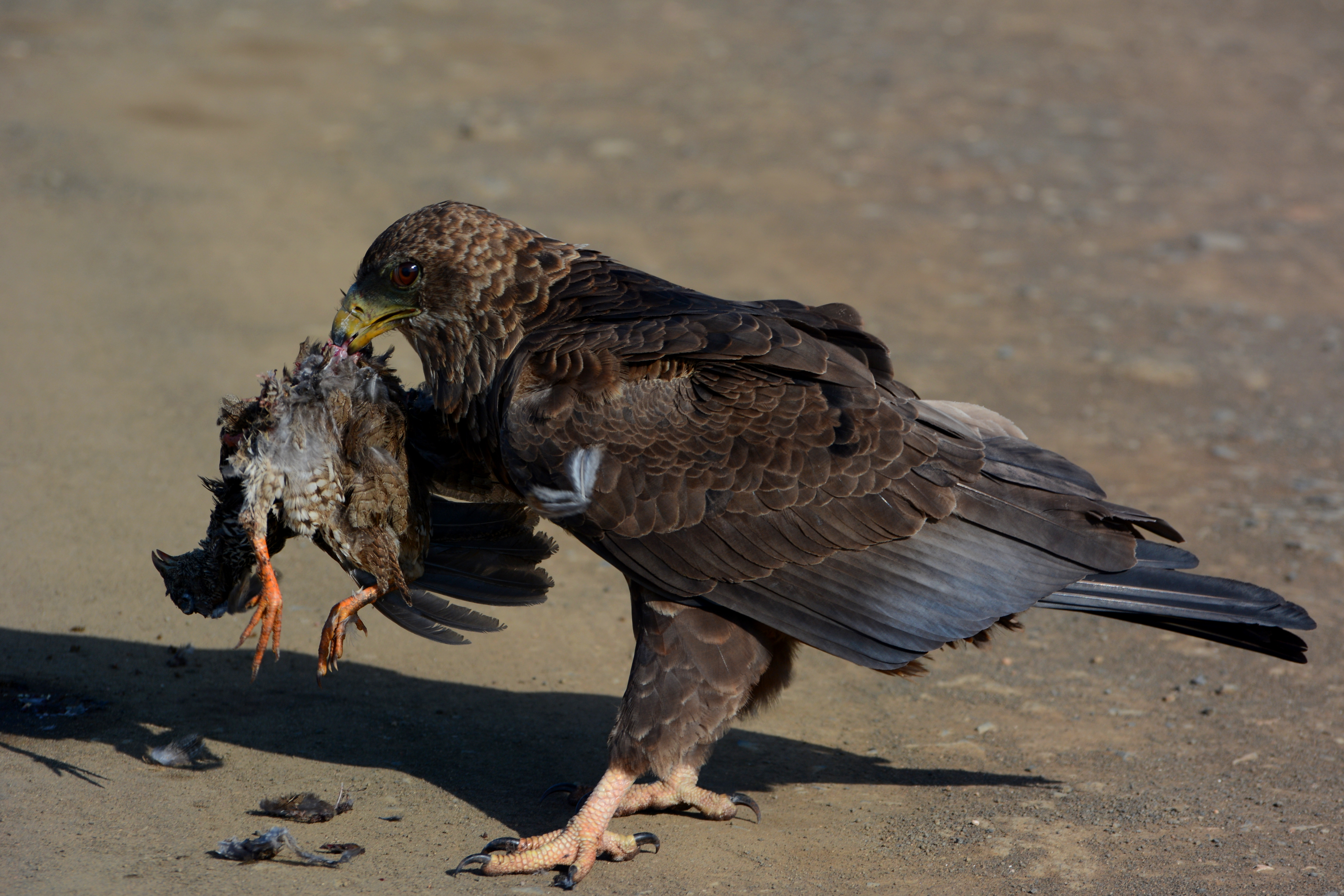
عقاب حكيم يافع يحمل طائرا ميتا بمنقاره

## التكاثر
يبني هذا الطائر أعشاشه على الأشجار، وخصوصاً على أشجار الأكاسيا. تضع الأنثى في العادة بيضة واحدة بيضاء اللون مع بعض البقع الصغيرة المحمرة. تقوم الأنثى بحضانة البيوض وتستمر فترة الحضانة 55 يوما.

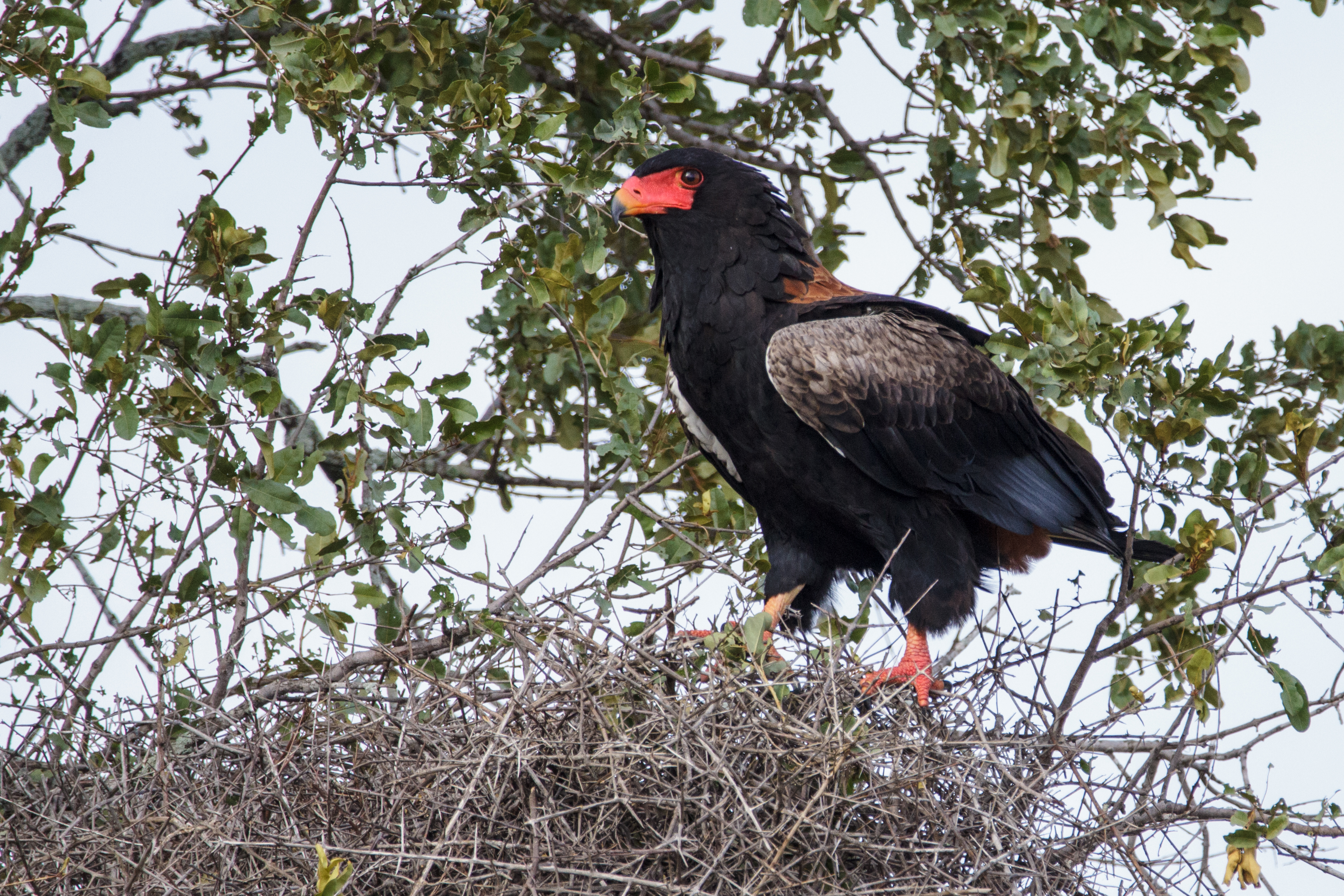
عش العقاب الحكيم